# IECEE
IECEE es el sistema IEC de esquemas de evaluación de la conformidad para equipos y componentes electrotécnicos que es un organismo de la Comisión Electrotécnica Internacional (IEC). El IEC utiliza el nombre IECEE para el Sistema IEC para las pruebas de conformidad y la certificación de equipos y componentes electrotécnicos más conocido como sistema CB.
El predecesor del IECEE fue un organismo europeo fundado con el nombre de Commission internationale de réglementation vue de la aprobación del équipement électrique (Comisión internacional de reglas para la aprobación de equipos eléctricos) conocida como CEE. Históricamente este proceso de certificación se remonta al año 1929 a partir de una iniciativa de la VDE alemana (Verband der Elektrotechnik, Elektronik und Informationstechnik).

## Estándares CEE

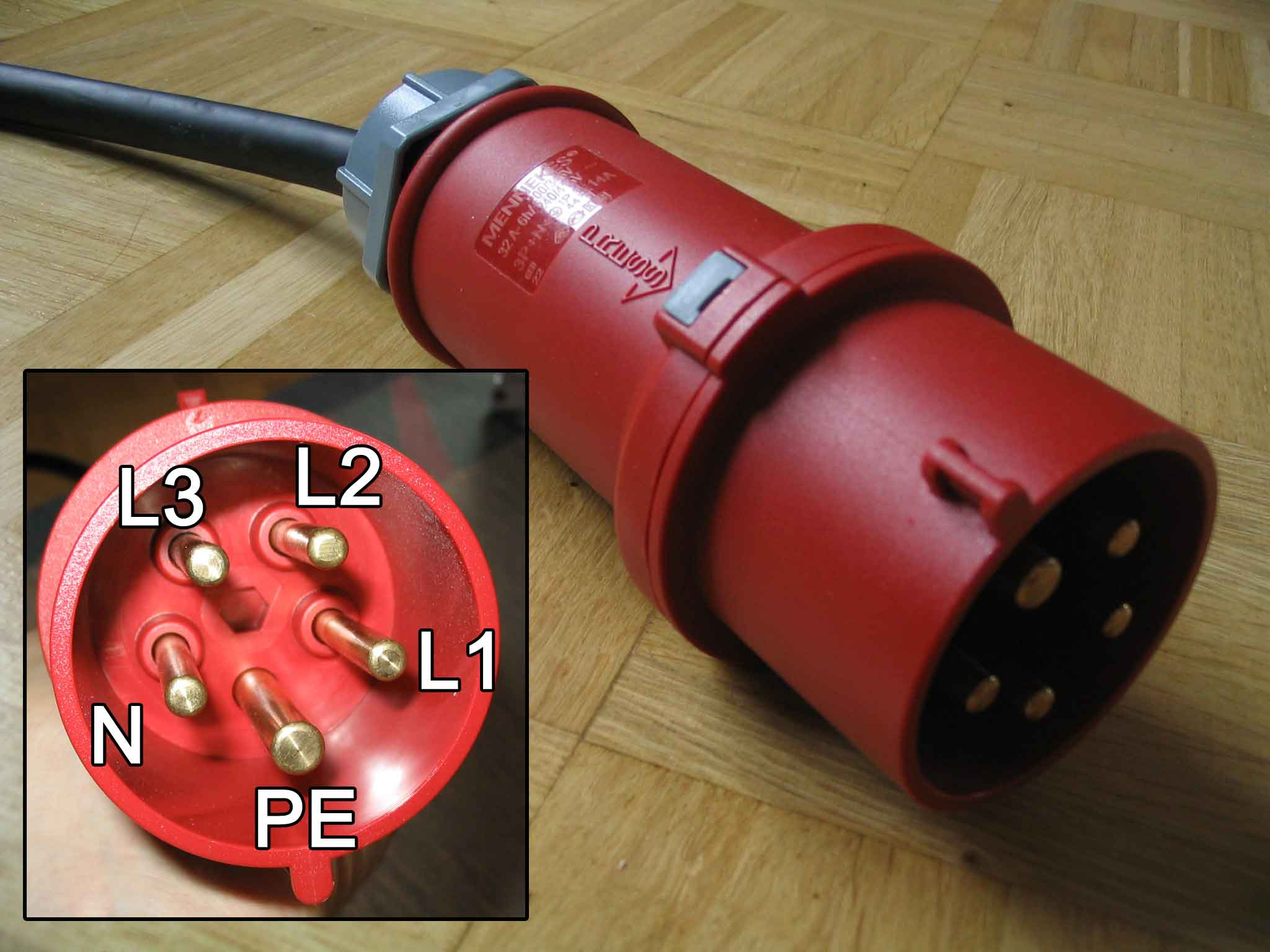
32 A 400 V 3P+N+
Enchufe norma CEE 17 hoja 9h

CEE publicó una serie de normas bajo su propio nombre. La mayoría de ellos han sido reemplazados por las normas CENELEC y/o IEC.
| Norma  | Descripción |
| ------ | --- |
| CEE 7  | Especificación para clavijas y tomas de corriente de uso doméstico y similares. Describe los enchufes de uso doméstico en muchas partes de Europa. La segunda edición se publicó en 1963 y se actualizó por última vez en marzo de 1983. Sigue estando disponible en la IEC, pero afirman que "esta norma no debe usarse sola, debe usarse además de la IEC 60884-1". |
| CEE 13 | Especificación para cables aislados y cables flexibles de cloruro de polivinilo. Reemplazada por CENELEC HD-21, que fue adoptada como IEC 227 y posteriormente actualizado por la serie IEC 60227. |
| CEE 17 | Especificación de clavijas y tomas de corriente para uso industrial. Fue adoptada como IEC 309 y actualizada a IEC 60309 en 1999. |
| CEE 22 | Especificación para acopladores de electrodomésticos para uso general doméstico y similar. Fue adoptada como IEC 320 y posteriormente relacionada con IEC 60320. |